# Vladimír Jiránek
Vladimír Jiránek (Hradec Králové, 6 juni 1938 – Praag, 6 november 2012) was een Tsjecho-Slowaakse cartoonist, regisseur en acteur.

## Biografie
Jiránek studeerde in 1962 af aan de Faculteit der Letteren van de Karelsuniversiteit. In tijdschriften tekende hij vooral strips, onder meer in Reflex. Hij is vooral bekend als bedenker van Pat a Mat (Buurman en Buurman)  met Lubomír Beneš.
Jiránek overleed op 74-jarige leeftijd aan pneumonie.
- Biblioteca Nacional de España: XX4899497
- Bibliothèque nationale de France: cb12982615t (data)
- Gemeinsame Normdatei: 1018956468
- International Standard Name Identifier: 0000 0001 2283 2463
- Library of Congress Control Number: no91011506
- Nationale Bibliotheek van Tsjechië: jk01051812
- Nederlandse Thesaurus van Auteursnamen: 191762628
- Système universitaire de documentation: 057099278
- Union List of Artist Names: 500202446
- Virtual International Authority File: 96705622
- WorldCat: E39PBJqVTWrmmmQc4QDrmYQ6rq